# Đavolska zamka
Đavolska zamka je 677. redovna epizoda Zagora objavljena u svesci #209. u izdanju Veselog četvrtka. Na kioscima u Srbiji se pojavila 8.2.2024. Koštala je 450 din (3,84 €; 4,1 $). Imala je 94 strane. Ovo je 1. deo duže epizode, koja se nastavila u narednim sveskama.

## Originalna epizoda
Originalna sveska pod nazivom La diabolica trappola objavljena je premijerno u #677. regularne edicije Zagora u izdanju Bonelija u Italiji 2.12.2021. Epizodu su nacrtala braća Esposito, a scenario napisao Moreno Buratini. Naslovnu stranu je nacrtao Alesandro Pičineli. Cena sveske na evropskom tržištu iznosila je 4,9 €.

## Kratak sadržaj
Prolog. Mortimer izlazi ispod gomile kamenja i razbacuje ga oko sebe. Epizoda se nastavlja na #125 pod nazivom Mortimer: Poslednji čin, kada je Mortimer nakon borbe za Zagoru na vrhu kule pao i poginuo. Saznajemo da je Mortimer imao tajni napitak, koji je dobio od doktora, kojim je samo fingirao smrt. Kada konačno ustane iz mrtvih, Mortimer kreće prema Pleasant Pointu da pronađe Zagora i osveti mu se.
Posle avanture sa Račićem u Evropi, Zagor i Čiko se vraćaju u Ameriku brodom koji su uhvatili u Đenovi. Zagor prepričava Čiku evropsku avanturu sa Rakošijem. Kasnije nailazi na grupu belaca koji su zarobili i maltretiraju Indijanca. Nakon što ga oslobodi saznaje da grupi predvodi Kristferd Hambert. Hambert treba da se sastane sa oficirom američke vojske. Zagor šalje Čika da ih prati i sazna iz kojeg razloga. Radi se o kapetanu Simpsonu koji je premešten iz Fort Gloryja i koji je upravo stigao u Pleasant Point. Istovremeno, pojavljuje se Dranki Dak koji Zagoru predaje pismo na koje Zagor kaže da mu ne donosi "ništa dobro". Narednog dana se u Pleasant Pointu pojavljuje i Mortimer prerušen u trapera. On sreće jednog od Hambertovih ljudi, koji je željan osvete, i kaže da je video Zagora u blizini Pleasant Pointa.

## Prethodna i naredna epizoda
Prethodna sveska Zagora u okviru redovne edicije nosila je naslov Dvorac vampira (#208), a naredna Mortimer uzvraća udarac (#210).